# Feel Like Makin' Love (Bad Company)
"Feel Like Makin' Love" is een nummer van de Britse band Bad Company. Het nummer verscheen op hun album Straight Shooter uit 1975. In juni van dat jaar werd het nummer uitgebracht als de tweede en laatste single van het album.

## Achtergrond
"Feel Like Makin' Love" is geschreven door zanger Paul Rodgers en gitarist Mick Ralphs en geproduceerd door de gehele band. Rodgers bedacht de tekst toen hij nog in zijn vorige band Free zat. Op negentienjarige leeftijd schreef hij het in een kamp in Californië. Een aantal jaar later speelde hij het voor Ralphs, die het akkoord in het refrein erbij bedacht, waardoor het veranderde van een countryrocknummer naar een hardrocknummer.
"Feel Like Makin' Love" is een van de grootste successen van Bad Company. Het kwam tot de twintigste plaats in het Verenigd Koninkrijk en de tiende plaats in de Amerikaanse Billboard Hot 100. In Nieuw-Zeeland en Canada werd het een nog grotere hit met respectievelijk de tweede en vijfde plaats als hoogste noteringen. In Nederland werd de Top 40 echter niet gehaald en bleef het steken op de derde plaats in de Tipparade.
"Feel Like Makin' Love" is gecoverd door onder meer Philip Claypool, Pauline Henry, Millie Jackson en Kid Rock. Roberta Flack heeft een nummer met dezelfde titel, maar deze is geschreven door Gene McDaniels.

## NPO Radio 2 Top 2000
| Nummer met noteringen in de NPO Radio 2 Top 2000 | '09  | '10  | '11  | '12  | '13  | '14  | '15  | '16  | '17  |
| ------------------------------------------------ | ---- | ---- | ---- | ---- | ---- | ---- | ---- | ---- | ---- |
| Feel Like Makin' Love                            | 1377 | 1322 | 1379 | 1687 | 1947 | 1236 | 1605 | 1648 | 1722 |

1. ↑  Een vetgedrukt getal geeft de hoogste notering aan.
2. ↑  2009 was het eerste jaar met een notering voor dit nummer.
3. ↑  Deze tabel is bijgewerkt tot en met de laatste editie (2024).